# Encamp
Encamp je jedna z farností Andorry, ve které se nachází stejnojmenné město. Další města jsou Vila, Pas de la Casa, Grau Roig, Les Bons a Engolasters. V roce 2004 zde žilo 11 800 obyvatel. Centrum provincie leží 1 300 metrů nad mořem.

## Radiový vysílač
Do 9. dubna 1981 zde byl v provozu vysílač Rádia Andorra, vysoký 1 600 metrů.

## Ekonomika
Ekonomika této oblasti je zaměřena na turistiku, obzvlášť na lyžování. Také se zde nacházejí hydroelektrárny.